# Friedrich-Wilhelm Heine
Ne pas confondre avec les peintres Wilhelm-Joseph Heine (1813-1839) et Wilhelm Heine (1827-1885).
Pour les articles homonymes, voir Heine.
Friedrich-Wilhelm Heine, né le 25 mars 1845 à Leipzig, et mort le 27 août 1921 à Milwaukee aux États-Unis, est un peintre de batailles  allemand.

## Biographie
Friedrich-Wilhelm Heine est né le 25 mars 1845 à Leipzig. Peintre de batailles, il expose à Dresde à partir de 1874.
Il meurt le 27 août 1921 à Milwaukee aux États-Unis.